# Glomeris marginata

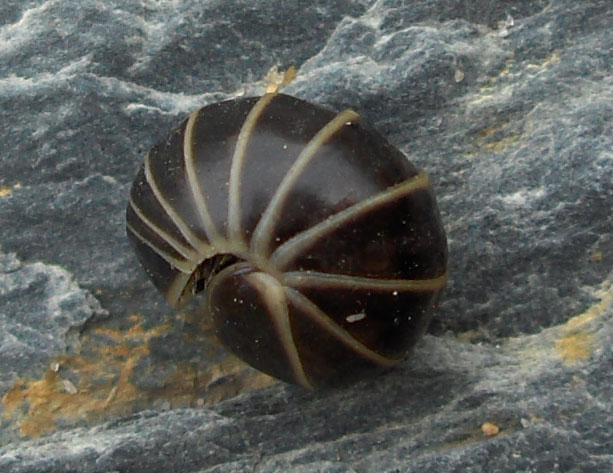
G. marginata mentre si srotola.

Il millepiedi a palla (Glomeris marginata, Villers, 1789) è un artropode dell'ordine dei Glomerida.

## Descrizione

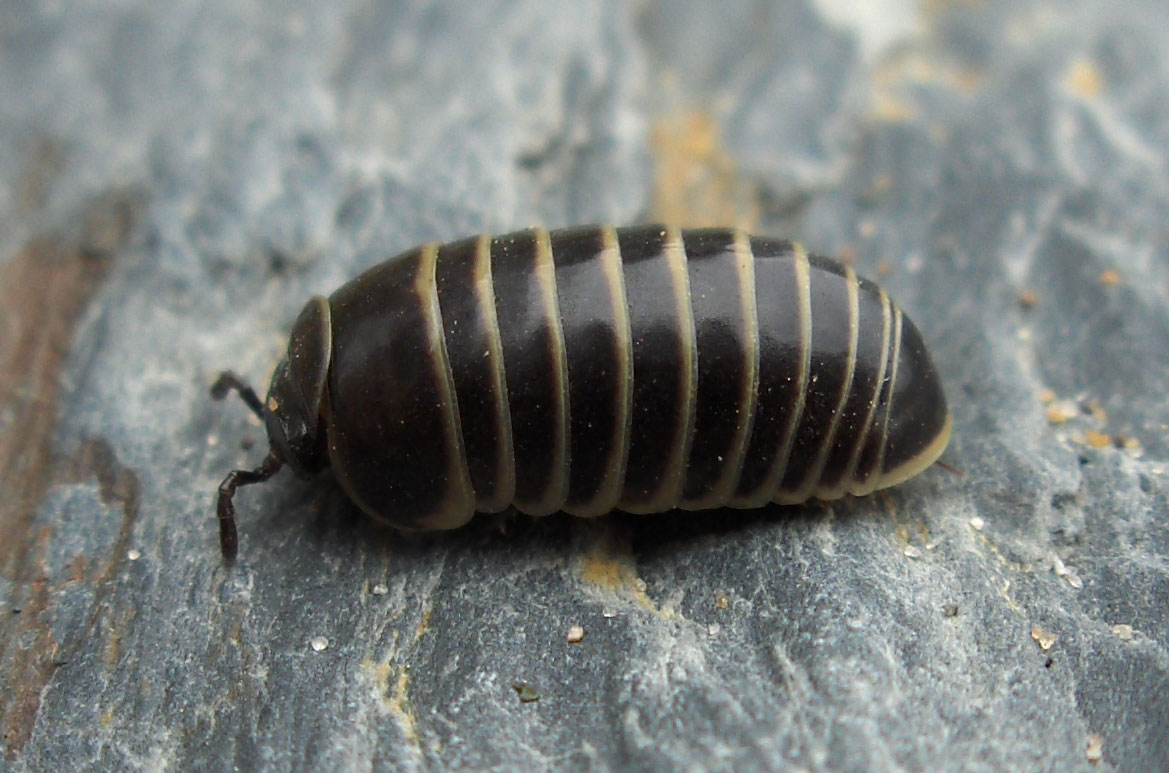

Glomeris marginata può arrivare a 20 mm di lunghezza e fino a 8 mm di larghezza. Questo animale ha la capacità di appallottolarsi per difendersi contro i nemici più vari. Fa parte dei miriapodi ed è un millepiedi (ben visibile perché ha due paia di zampe per diplosegmento).
Glomeris marginata può essere facilmente confuso con Armadillidium vulgare, di simile aspetto; in realtà i due animali sono molto differenti, dato che appartengono a due subphyla diversi degli artropodi.